# Hanover Square
Pour l’article homonyme, voir Hanover Square (Manhattan).
Hanover Square est une place de Londres, située dans le quartier de Mayfair.

## Situation et accès
Cette place se situe à proximité et au sud d’Oxford Circus.
Les rues qui y convergent sont, par ordre alphabétique : Brook Street, Hanover Street, Harewood Place, Princes Street, Saint George Street et Tenterden Street.
La station de métro la plus proche est Oxford Circus, desservie par les lignes  Bakerloo  Central  Victoria.

## Origine du nom

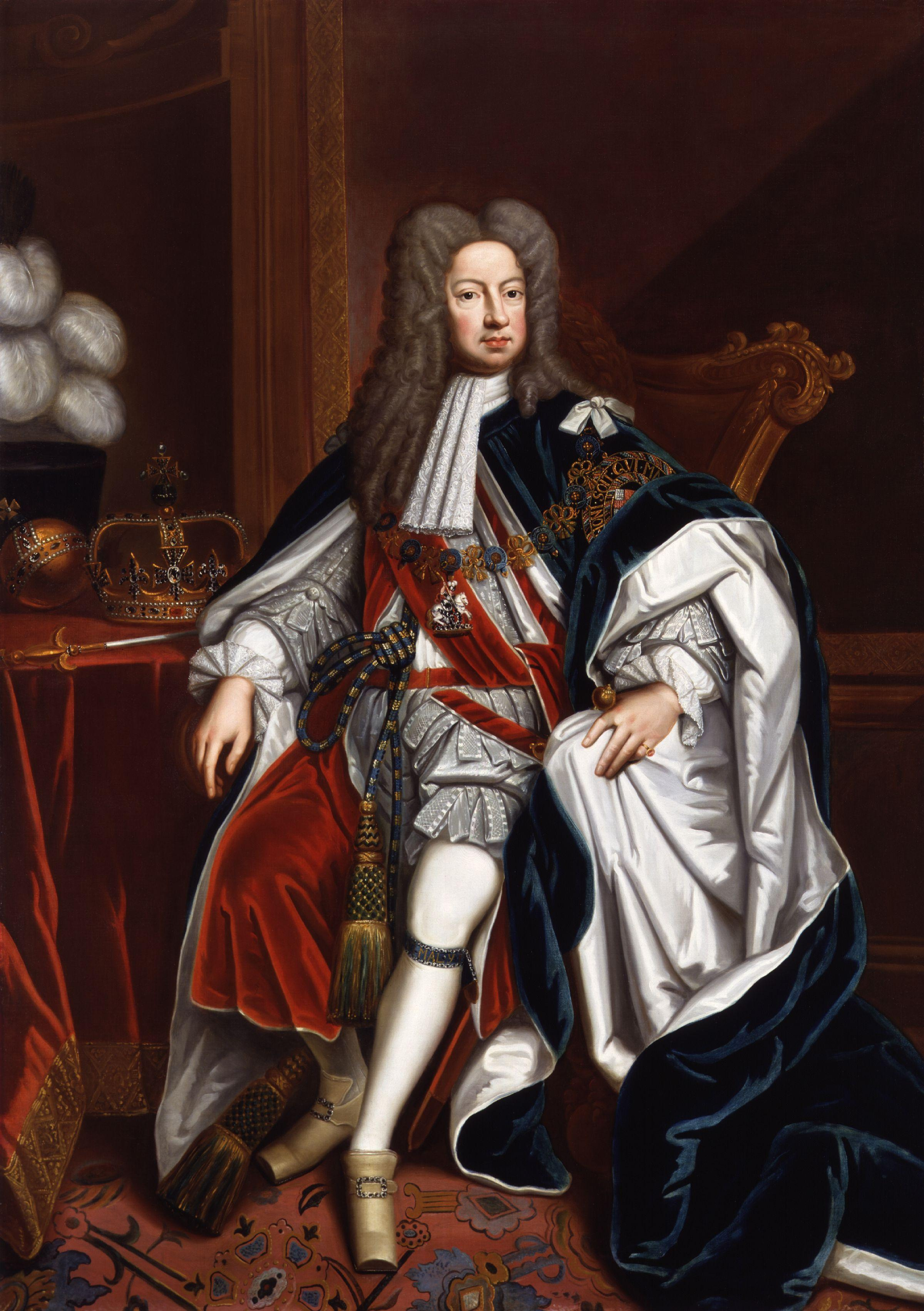
George Ier par Godfrey Kneller (1714).

George Ier est roi de Grande-Bretagne du 1er août 1714 jusqu'à sa mort en 1727. Né à Hanovre en 1660, il devient prince-électeur de Hanovre en 1708. À l'âge de 54 ans, après la mort de la reine Anne de Grande-Bretagne, George monte sur le trône britannique en tant que premier monarque de la Maison de Hanovre.

## Historique
La place est aménagée au début du XVIIIe siècle.
Une statue de William Pitt y est érigée en 1831, soit 25 ans après sa mort.

## Bâtiments remarquables et lieux de mémoire

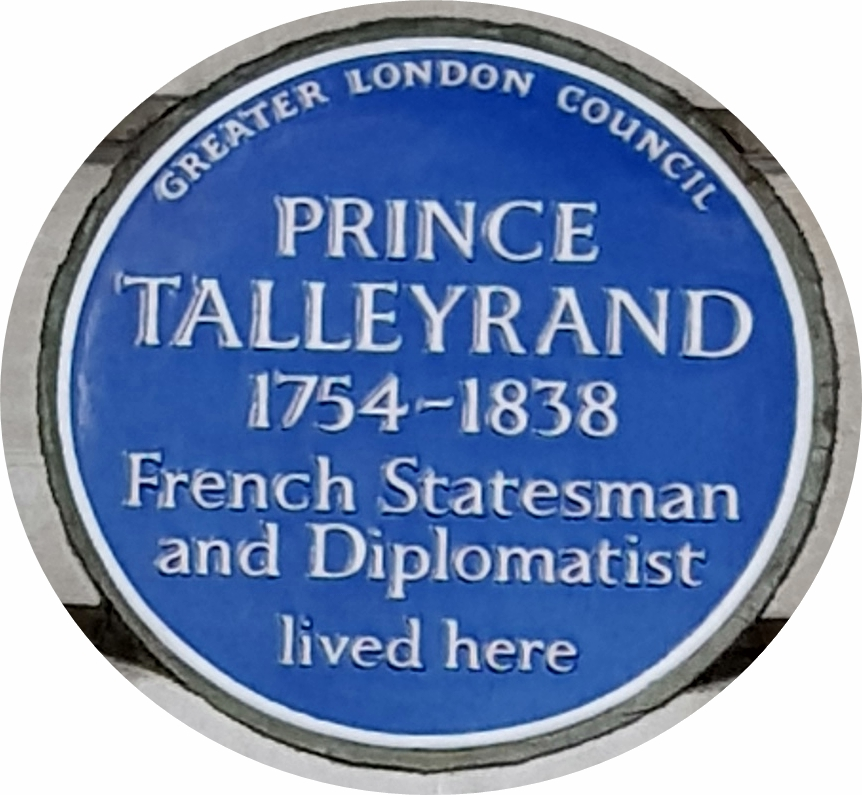
Blue plaque apposée au 21 Hanover Square.

- L'église anglicane de St George's Hanover Square, construite au XVIIIe siècle, se trouve à proximité, au sud de la place.

- No 21 : l'homme d'État et diplomate français Talleyrand (1754-1838) vécut à cette adresse.